# Scotts Valley
Scotts Valley è una città degli Stati Uniti d'America situata nella Contea di Santa Cruz, nello Stato della California.
È nota per essere la città dove è stato fondato Netflix nel 1997